# Unatara atinga
Unatara atinga är en skalbaggsart som beskrevs av Martins och Dilma Solange Napp 2007. Unatara atinga ingår i släktet Unatara och familjen långhorningar. Inga underarter finns listade i Catalogue of Life.